# Bruin spannertje
Het bruin spannertje (Minoa murinata) is een nachtvlinder uit de familie van de spanners, de Geometridae. De voorvleugellengte bedraagt tussen de 9 en 11 millimeter. De soort komt verspreid over Zuid- en Centraal-Europa, Klein-Azië, de Kaukasus en bergen van Centraal-Azië voor. Hij overwintert als pop.

## Waardplanten
Het bruin spannertje heeft cipreswolfsmelk als waardplant.

## Voorkomen in Nederland en België
Het bruin spannertje is in Nederland zeer zeldzame en in België een zeldzame soort, die verspreid over het hele gebied kan worden gezien, met uitzondering van de noordelijke helft van Nederland. De vlinder kent jaarlijks twee generaties die vliegen van juni tot halverwege augustus.